# Reprezentacja Rosji na Mistrzostwach Świata w Narciarstwie Klasycznym 2011
Reprezentacja Rosji na Mistrzostwach Świata w Narciarstwie Klasycznym 2011 liczy 36 sportowców.

## Medale

### Złote medale
Brak

### Srebrne medale
Biegi narciarskie mężczyzn, bieg łączony na 30 km: Maksim Wylegżanin
Biegi narciarskie mężczyzn, bieg na 50 km techniką dowolną: Maksim Wylegżanin

### Brązowe medale
Biegi narciarskie mężczyzn, bieg łączony na 30 km: Ilja Czernousow
Biegi narciarskie mężczyzn, sprint drużynowy techniką klasyczną: Aleksandr Panżynski i Nikita Kriukow

## Wyniki

### Biegi narciarskie mężczyzn
Sprint
- Nikołaj Moriłow – 8. miejsce
- Aleksiej Pietuchow – 14. miejsce
- Michaił Diewiatjarow – 18. miejsce
- Jewgienij Biełow – odpadł w kwalifikacjach

Sprint drużynowy
- Aleksandr Panżynski i Nikita Kriukow – 3. miejsce

Bieg łączony na 30 km
- Maksim Wylegżanin – 2. miejsce
- Ilja Czernousow – 3. miejsce
- Aleksandr Legkow – 19. miejsce
- Piotr Siedow – 21. miejsce

Bieg na 15 km
- Stanisław Wołżencew – 4. miejsce
- Maksim Wylegżanin – 10. miejsce
- Aleksandr Legkow – 20. miejsce
- Jewgienij Biełow – 37. miejsce

Sztafeta 4 × 10 km
- Maksim Wylegżanin, Ilja Czernousow, Aleksandr Legkow, Stanisław Wołżencew – 7. miejsce

Bieg na 50 km
- Maksim Wylegżanin – 2. miejsce
- Ilja Czernousow – 12. miejsce
- Konstantin Gławatskich – 29. miejsce
- Siergiej Szyriajew – 41. miejsce

### Biegi narciarskie kobiet
Sprint
- Natalja Iljina – 18. miejsce
- Anastasija Docenko – 30. miejsce
- Natalja Korostiełowa – odpadła w kwalifikacjach
- Jelena Sobolewa – odpadła w kwalifikacjach

Bieg łączony na 15 km
- Walentina Czekalowa – 12. miejsce
- Walentina Nowikowa – 26. miejsce
- Julija Iwanowa – 27. miejsce
- Swietłana Boczkariowa – 44. miejsce

Bieg na 10 km
- Julija Czekalowa – 12. miejsce
- Alija Iksanowa – 19. miejsce
- Walentina Nowikowa – 21. miejsce
- Swietłana Nikołajewa – 26. miejsce

Sprint drużynowy
- Anastasija Docenko, Julija Iwanowa – 10. miejsce

Sztafeta 4 × 5 km
- Julija Czekalowa, Alija Iksanowa, Walentina Nowikowa, Olga Michajłowa – 6. miejsce

Bieg na 30 km
- Walentina Nowikowa – 17. miejsce
- Julija Czekalowa – 26. miejsce
- Anastasija Docenko – 32. miejsce
- Olga Michajłowa – nie wystartowała

### Kombinacja norweska
Konkurs indywidualny HS 106/10 km
- Nijaz Nabejew – 40. miejsce
- Siergiej Maslennikow – 43. miejsce
- Iwan Panin – 50. miejsce
- Ernest Jachin – 53. miejsce

Konkurs drużynowy HS 106/4 × 5 km
- Nijaz Nabejew, Siergiej Maslennikow, Iwan Panin, Dmitrij Matwiejew – 11. miejsce

Konkurs indywidualny HS 134/10 km
- Iwan Panin – 45. miejsce
- Siergiej Maslennikow – 48. miejsce
- Nijaz Nabejew – 49. miejsce
- Ernest Jachin – 53. miejsce

Konkurs drużynowy HS 134/4 × 5 km
- Nijaz Nabejew, Siergiej Maslennikow, Iwan Panin, Dmitrij Matwiejew – 11. miejsce

### Skoki narciarskie mężczyzn
Konkurs indywidualny na skoczni normalnej
- Dienis Korniłow – 16. miejsce
- Pawieł Karielin – 23. miejsce
- Dmitrij Wasiljew – 39. miejsce
- Roman Trofimow – odpadł w kwalifikacjach

Konkurs drużynowy na skoczni normalnej
- Dienis Korniłow, Pawieł Karielin, Dmitrij Wasiljew, Ilja Roslakow – 9. miejsce

Konkurs indywidualny na skoczni dużej
- Pawieł Karielin – 17. miejsce
- Ilja Roslakow – 31. miejsce
- Dienis Korniłow – 32. miejsce
- Roman Trofimow – odpadł w kwalifikacjach

Konkurs drużynowy na skoczni dużej
- Dienis Korniłow, Pawieł Karielin, Dmitrij Wasiljew, Ilja Roslakow – 9. miejsce

### Skoki narciarskie kobiet
Konkurs indywidualny na skoczni normalnej
- Irina Taktiewa – 37. miejsce
- Marija Zotowa – 38. miejsce
- Anastasija Wieszczikowa – 41. miejsce